# نظام بيئي

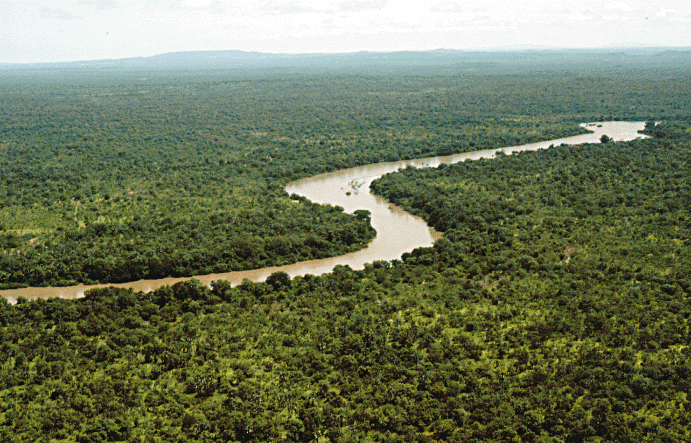
النظام البيئي في غابة مطيرة الغنية في التنوع الحيوي، نهر غامبيا في السنغال.

المنظومة البيئية أو النظام البيئي في علم البيئة هو أي مساحة طبيعية وما تحتويه من كائنات حية نباتية أو حيوانية أو مواد غير حية، البعض يعتبره الوحدة الرئيسية في علم البيئة، والنظام البيئي قد يكون بركة صغيرة أو صحراء كبيرة، ويمكن تعريف النظام البيئي كتجمع للكائنات الحية من نبات وحيوان وكائنات أخرى كمجتمع حيوي تتفاعل مع بعضها في بيئتها في نظام بالغ الدقة والتوازن حتى تصل إلى حالة الاستقرار وأي خلل في النظام البيئي قد ينتج عنه تهديم وتخريب للنظام.

## مكونات النظام البيئي
يتألف النظام البيئي من:
- مكونات غير حية: وهي المركبات والعناصر العضوية وغير العضوية مثل الكربون والهيدروجين والماء والفوسفات.
- البيئة الفيزيائية :هي العلاقات بين الكائنات الحية فيما بينها وبين الكائنات الحية و اللاحية وهي أيضا العوامل الفيزيائية التي يمارس فيها الكائن الحي نشاطه .
- مكونات حية: وتنقسم إلى:
  - كائنات منتجة: الكائنات ذاتية التغذية التي تصنع غذائها بنفسها (النبات الأخضر).
  - كائنات مستهلكة: الكائنات التي تستمد غذائها من الكائن الحي الآخر نبات أو حيوان.
  - كائنات محللة أو الدقيقة: تقوم بتحليل جثث وبقايا الكائنات الحية الأخرى، وهي تحرر مواد تقوم بتفكيك التركيبة الكيماوية للمادة العضوية فتساعد في استغلالها مرة أخرى من قبل كائنات أخرى كالنباتات مثلاً. مثال لكائنات مفككة: بكتيريا، فطريات.

هو أيضا التفاعل المنظم والمستمر بين عناصر البيئة الحية وغير الحية، وما يولده هذا التفاعل من توازن بين عناصر البيئة.

## مكونات النظام البيئي البري
مما لا جدال فيه أن فهم القواعد القانونية المتعلقة بحماية البيئة البرية، يقتضي أولاً معرفة مكونات النظام البيئي البري. هذه المكونات التي تنقسم إلى نوعين: مكونات حية ومكونات غير حية.

### المكونات الحية

#### الغطاء النباتي البري
يعد الغطاء النباتي، من نبات محصولي، وغابات ومراعٍ، من لوازم الحياة، فهو من ناحية مصدر لغذاء الإنسان وغيره من الكائنات الحية، ومن ناحية ثانية، يمتص ثاني أكسيد الكربون ويطلق الأكسجين اللازم للحياة أثناء عملية التمثيل الضوئي، وتساعد الغابات خصوصاً على تقليل كمية الغبار والجسيمات العالقة في الهواء، وتنقيته من الغازات السامة، ومن ناحية ثالثة هو مصدر للعديد من المواد الطبية والصناعية، كالأخشاب والورق، ومن ناحية أخرى، يعمل على الحفاظ على الماء من التلوث، وينظم جريانه، ويقلل من السيول وانجراف التربة، ويحمي المحاصيل من تأثير الرياح.

#### الأحياء البرية
تعتبر الأحياء البرية، كالحيوانات والطيور وغيرها، من مكونات النظام البيئي فهي تعمل على تحقيق التوازن بين مختلف عناصر هذا النظام، فالحيوانات تساعد على زيادة خصوبة التربة، إما بمخلفاتها العضوية، أو بخلخلة الطبقة السطحية للتربة، وزيادة قدرتها على امتصاص الماء، وتهويتها، أما الطيور فتعمل على نقل حبوب اللقاح بين النبات، والقضاء على القوارض والحشرات الضارة باتخاذها غذاءً لها.
وكذلك الزواحف، فهي تساعد على تخلخل التربة من خلال حفرها لجحورها، واختلاط الجزء العلوي منها بالنفايات النباتية والحيوانية ويرفع خصوبتها، ويحسن تهويتها، كما أنها تتغذى على كثير من الحشرات الضارة وتحفظ التوازن البيئي.
وقد بدأ الاستغلال الجائر للموارد الحية البرية، وتراجعت المصادر المتجددة منها، وانقرضت بعض أنواعها، بفعل الصيد غير المنظم، وبفعل استعمال المبيدات الزراعية، وبفعل تخريب البيئة التي تعيش فيها الأحياء البرية مما استدعى ضرورة الاهتمام بهذه البيئة البرية وبمكوناتها الحية.

### المكونات غير الحية

#### التربة
التربة هي الطبقة السطحية الرقيقة من الأرض الصالحة لنمو النباتات، التي تضرب فيها جذورها للتثبت والحصول على الماء والغذاء.
والتربة هي الأساس الذي تقوم عليه الزراعة والحياة الحيوانية، فحيث التربة الفقيرة والمتهدمة، تكون الزراعة الفقيرة والغطاء النباتي المتراجع والحيوانات القليلة. أما التربة الغنية فتعني الزراعة عالية الإنتاج والمراعي الخصبة والأعداد الوفيرة من الحيوانات.
والتربة بمكوناتها غير الحية وما يعيش عليها، تشكل وسطاً طبيعياً ونظاماً بيئياً متكاملاً ومتوازناً. وإذا كان الإنسان قد سعى إلى الحفاظ على هذا التوازن، بعمليات الري والتسميد إلا أنه لوث التربة وأضر بها كثيراً من خلال ما يقوم به من أنشطة.
ويعني تلوث التربة التأثير على مكوناتها الطبيعية بما يؤدي إلى الإقلال من خصوبتها، أو القضاء على عناصرها على نحو يحول بينها وبين أداء وظائفها التي تقوم بها، أو ما خصصت له من أغراض، أو يجعلها مبعث تلوثات أخرى. ويتصل بمشكلة تلوث التربة، مشكلة تناقص الغطاء النباتي للتربة، وهي المشكلة التي يطلق عليها «التصحر» التي تعتبر في وقتنا الحالي، الشغل الشاغل لكثير من الدول والهيئات الدولية المهتمة بشؤون البيئة.

#### الآثار والتراث الحضاري
تتكون البيئة الإنسانية عموماً من عنصرين: العنصر الطبيعي، ويشمل المكونات التي أودعت فيها، دون تدخل من الإنسان، نذكر منها الماء والهواء والتربة وأشعة الشمس، وما يعيش على تلك المكونات من إنسان وحيوان ونبات.
أما العنصر الثاني، فهو العنصر الاصطناعي، ويدخل فيه كل ما أوجده تدخل الإنسان وتعامله مع المكونات الطبيعية للبيئة، كالمدن والمصانع وغيرها.
ويقصد بالآثار والتراث الحضاري، أي منقول أو عقار أو أراضي أو مبانٍ، أنتجته الحضارات القديمة، أو أحدثته الفنون والعلوم والآداب والأديان السابقة، وهي من مكونات النظام البيئي، وتكمل الجانب الجمالي فيه، فهي تذكر بأمجاد الماضي، وتشكل ذخيرة دفع إلى المستقبل، بالإضافة ما لها من أهمية حيوية من النواحي الاقتصادية والثقافية والعلمية.